# Virtudes
Virtudes é uma aldeia portuguesa situada na freguesia de Aveiras de Baixo, município da Azambuja.